# Kicking Against the Pricks
Kicking Against the Pricks — третий студийный альбом группы Nick Cave and the Bad Seeds, изданный в 1986 году. Его название взято из Библии, а именно — из Деяния святых апостолов: «Господь же сказал: Я Иисус, Которого ты гонишь. Трудно тебе идти против рожна» (англ. «And the Lord said, I am Jesus whom thou persecutest: it is hard for thee to kick against the pricks»).

## Об альбоме
Kicking Against the Pricks является первым и единственным альбомом группы, состоящим полностью из каверов на песни других исполнителей. На нём состав группы расширяется: к Харви, Баргельду, Адамсону и Кейву присоединяется ударник Томас Уайдлер. Также на этом альбоме появляются коллеги Кейва и Харви по The Birthday Party: Трейси Пью и Роланд С. Говард. Новые версии песен были аранжированы Миком Харви. Семь из них впоследствии исполнили оригинальные авторы на трибьют-альбоме Original Seeds: Songs that inspired Nick Cave and the Bad Seeds. «The Hammer Song» не следует путать с одноимённой песней Nick Cave and the Bad Seeds с альбома The Good Son.

## Список композиций
| #   | Название                            | Продолжительность | Автор(ы)                                  |
| --- | ----------------------------------- | ----------------- | ----------------------------------------- |
| 1.  | Muddy Water                         | 5:15              | Фил Розентал                              |
| 2.  | I’m Gonna Kill That Woman           | 3:44              | Джон Ли Хукер                             |
| 3.  | Sleeping Annaleah                   | 3:18              | Микки Ньюбери, Дэн Фолджер                |
| 4.  | Long Black Veil                     | 3:46              | Дэнни Дилл, Мариджон Уилкин               |
| 5.  | Hey Joe                             | 3:56              | Билли Робертс                             |
| 6.  | The Singer                          | 3:09              | Джонни Кэш, Чарли Дэниелс                 |
| 7.  | Black Betty *                       | 2:33              | Народная                                  |
| 8.  | Running Scared *                    | 2:07              | Рой Орбисон, Джо Мэлсон                   |
| 9.  | All Tomorrow’s Parties              | 5:52              | Лу Рид                                    |
| 10. | By the Time I Get to Phoenix        | 3:39              | Джимми Вэбб                               |
| 11. | The Hammer Song                     | 3:50              | Алекс Харви                               |
| 12. | Something’s Gotten Hold of My Heart | 3:44              | Роджер Гринвэй, Роджер Кук                |
| 13. | Jesus Met the Woman at the Well     | 2:00              | Народная, аранжировка The Alabama Singers |
| 14. | The Carnival Is Over                | 3:16              | Том Спрингфилд                            |

Примечание: * отмечены треки, добавленные в CD переиздании 2009 года.

### Неточности
- «Muddy Water» приписана Филу Розенталу, хотя Джонни Кэш записал её ранее. Также на некоторых изданиях песню ошибочно приписывают Джону Бандрику, в репертуаре которого есть одноимённая «Muddy Water».
- «Sleeping Annaleah» — это песня «Weeping Annaleah», ранее записанная Томом Джонсом.
- «The Singer» — это песня «The Folk Singer», записанная Джонни Кэшем, Гленом Кэмпбеллом и Бёрлом Айвзом.
- «Black Betty» на самом деле три песни Ледбелли, записанные им как попурри «Looky Looky Yonder/Black Betty/Yellow Women’s Doorbells».
- «Jesus Met the Woman at the Well» обозначена как народная, в аранжировке The Alabama Singers. Группа The Alabama Singers действительно записывала эту песню, но настоящая аранжировка принадлежит The Pilgrim Travellers.

## Участники записи
- Ник Кейв — вокал, орган
- Барри Адамсон — бас-гитара, бэк-вокал
- Бликса Баргельд — гитара, слайд-гитара, бэк-вокал, вокал
- Мик Харви — фортепиано, бэк-вокал, бас-гитара, ударные, акустическая гитара, гитара, вокал, орган
- Томас Уайдлер — ударные, перкуссия
- Хьюго Рэйс — гитара
- Даун Кейв — скрипка на «Muddy Water»
- Трейси Пью — бас-гитара на «Hey Joe», «Black Betty» и «Running Scared»
- Роланд С. Говард — вокал на «All Tomorrow’s Parties», орган и гитара на «By the Time I Get to Phoenix»